# Philipp Orter
Philipp Orter (* 16. Februar 1994 in Villach) ist ein ehemaliger österreichischer Nordischer Kombinierer. Er startete für den SV Villach.

## Sportliche Karriere
Orter startete am 24. Jänner 2010 erstmals im zweitklassigen Continental Cup, wo er bisher zwei Wettbewerbe gewinnen konnte, und debütierte im Februar 2012 im Weltcup der Nordischen Kombination. Sein erstes Weltcup-Rennen beendete Orter nicht, am darauf folgenden Tag belegte er zusammen mit Mario Stecher Platz 13 im Teamsprint. Erstmals Weltcuppunkte gewann Philipp Orter am 17. Jänner 2014 als 24. beim Weltcup im österreichischen Seefeld. In der Endwertung der Weltcup-Saison 2013/14 belegte er mit 15 Punkten den 65. Platz.
Philipp Orter ist vierfacher Junioren-Weltmeister. 2012 in Erzurum wurde er Weltmeister mit der österreichischen Mannschaft, in Val di Fiemme 2014 holte sich der Kärntner alle drei Weltmeistertitel.
Bei den österreichischen Meisterschaften in Eisenerz/Ramsau im Februar 2014 gewann Orter auch den Österreichischen Meistertitel der Juniorenklasse.
Orter ist aktiver Sportler des Heeressportzentrums des Österreichischen Bundesheers und trainiert im Heeresleistungszentrum Faak am See. Als Heeressportler trug er zuletzt den Dienstgrad Zugsführer.
Am 18. Januar 2023 beendete Orter seine Karriere.

## Erfolge

### Continental-Cup-Siege im Einzel
| Nr. | Datum            | Ort      | Disziplin               |
| --- | ---------------- | -------- | ----------------------- |
| 1.  | 10. Februar 2013 | Eisenerz | Gundersen Normalschanze |

## Statistik

### Weltcup-Platzierungen
| Saison  | Platz | Punkte |
| ------- | ----- | ------ |
| 2013/14 | 65.   | 015    |
| 2014/15 | 26.   | 165    |
| 2015/16 | 17.   | 298    |
| 2016/17 | 17.   | 331    |
| 2017/18 | 51.   | 023    |
| 2018/19 | 32.   | 101    |
| 2019/20 | 19.   | 192    |
| 2021/22 | 26.   | 134    |

### Junioren-Weltmeisterschaften
- Erzurum 2012: 1. Staffel
- Liberec 2013: 2. Staffel
- Val di Fiemme 2014: 1. Staffel, 1. Gundersen 5 km, 1. Gundersen 10 km